# Condado de Waseca
El condado de Waseca (en inglés: Waseca County), fundado en 1857 y con su nombre dado por la palabra indígena Waseca que significa «rico o fértil», es un condado del estado estadounidense de Minnesota. En el año 2000 tenía una población de 19.526 habitantes con una densidad de población de 18 personas por km². La sede del condado es Waseca.

## Geografía
Según la oficina del censo el condado tiene una superficie total de 1121 km² (432,8 mi²), de los que 1096 km² (423,2 mi²) son tierra y 25 km² (9,7 mi²) (2,21%) son agua. Dispone de numerosos lagos con nombres tales como: Buffalo, Clear, 
Everson, Goose, Hayes, Knutsen, Elysian, Lilly, Loon, Mott, Reeds, Reese, Rice, Saint Olaf, Sibert, Toners, Trenton y Watkins.

### Condados adyacentes
- Condado de Rice - noreste
- Condado de Steele - este
- Condado de Freeborn - sureste
- Condado de Faribault - suroeste
- Condado de Blue Earth - oeste
- Condado de Le Sueur - noroeste

### Principales carreteras y autopistas
- U.S. Autopista 14
- Carretera estatal 13
- Carretera estatal 30
- Carretera estatal 60
- Carretera estatal 83

## Demografía
Según el censo del 2000 la renta per cápita media de los habitantes del condado era de 42.440 dólares y el ingreso medio de una familia era de 50.081 dólares. En el año 2000 los hombres tenían unos ingresos anuales 34.380 dólares frente a los 22.630 dólares que percibían las mujeres. El ingreso por habitante era de 18.631 dólares y alrededor de un 6,50% de la población estaba bajo el umbral de pobreza nacional.

## Ciudades y pueblos
- Elysian
- Janesville
- New Richland
- Waldorf
- Waseca